# Gwyn Nicholls
Erith Gwyn Nicholls (Westbury-on-Severn, 15 de julio de 1874 – Dinas Powys, 24 de marzo de 1939) fue un emprendedor, rugbista y árbitro británico que se desempeñó como centro. Representó a los Dragones rojos de 1896 a 1906 y fue su capitán.
Debido a su talentoso estilo de juego; habilidad de evasión, destreza de pases y una carrera veloz; era conocido como el «Príncipe de los Tres-cuartos». Desde 2014 es miembro del World Rugby Salón de la Fama.

## Biografía
Trabajó como dueño de una lavandería y cuando se retiró como jugador se hizo árbitro. La prueba entre Inglaterra y Escocia en el Athletic Ground de Richmond, como parte del Torneo de las Cuatro Naciones 1909, fue el único partido internacional que ofició.
En 1923, mientras estaba de vacaciones en Weston-super-Mare, participó en un accidente acuático intentando rescatar a un hombre. Dos niñas habían sido arrastradas mar adentro por la resaca y un médico, Edward Holborow, había saltado al agua para salvarlas. Aunque las dos niñas fueron salvadas por otro nadador, las duras condiciones fueron demasiado para el médico y Nicholls intentó rescatarlo; lo alcanzó y lo acercó a la orilla, pero el Dr. Holborow fue declarado muerto en la escena. Su salud nunca se recuperó de la terrible experiencia y más tarde desarrolló insuficiencia cardíaca.
Murió de un paro cardiorrespiratorio a los 64 años de edad. El Boxing Day de 1949 fueron inauguradas las «Puertas Memoriales a Gwyn Nicholls», un homenaje del estadio Cardiff Arms Park.

## Carrera

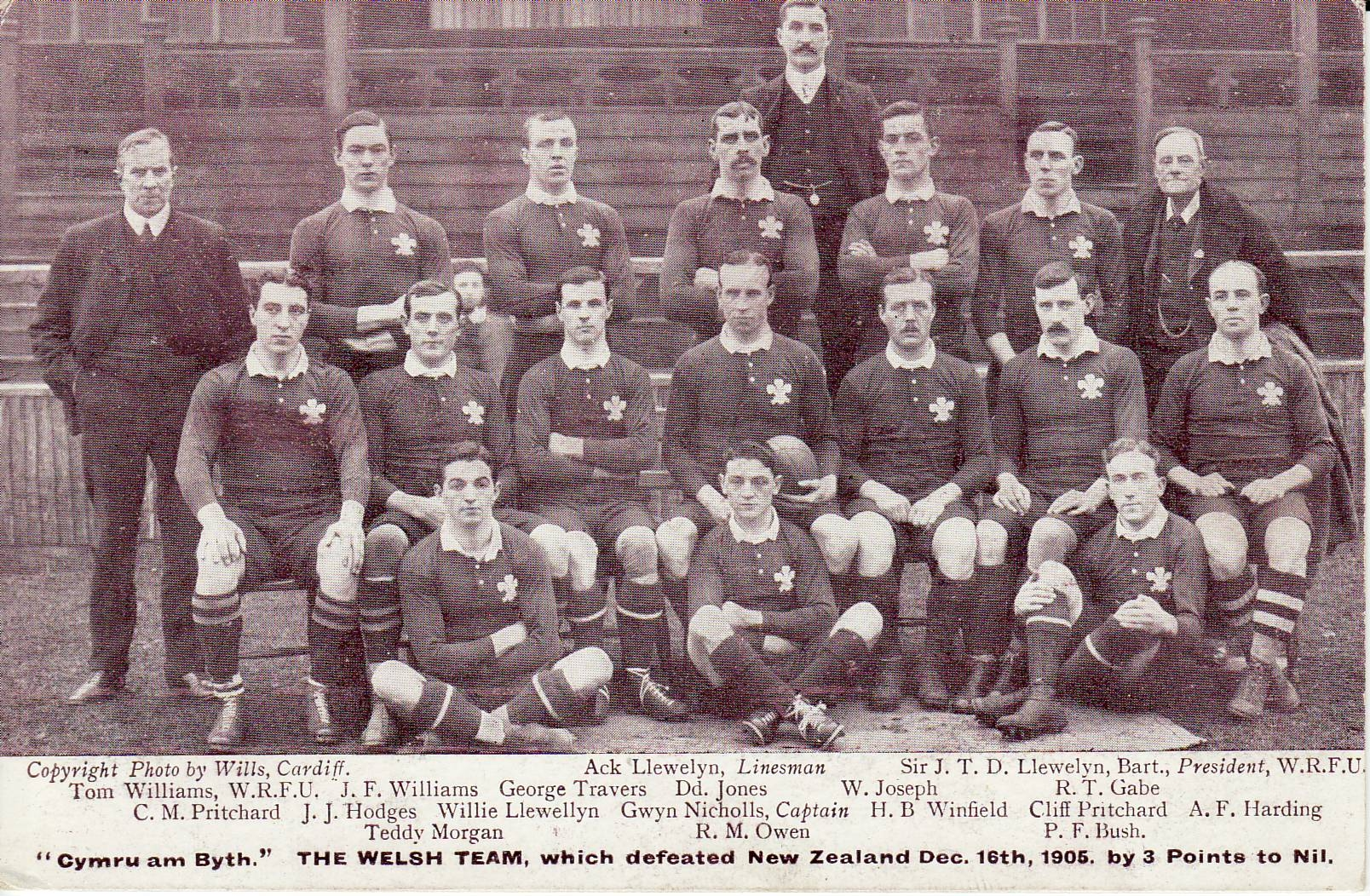
Gales en 1905, Nicholls es capitán y está al centro con el balón.

Comenzó a jugar rugby en Cardiff Star. Su impresionante nivel, le permitió ser convocado a la primera del Cardiff RFC y debutó en 1893.
Jugó toda su carrera para el Cardiff RFC, disputando 18 temporadas con ellos y retirándose en 1911. Sólo se fue media temporada al Newport RFC, cuando emprendió su negocio de lavandería en la ciudad de Newport con Bert Winfield, su compañero de la selección, en 1902.

## Selección nacional
Debutó en los Dragones rojos contra Escocia, en el Torneo de las Cuatro Naciones 1896 y fue un debut sólido, si no espectacular.
Sus siguientes pruebas le ganaron elogios y comenzó a recibir más atención de la prensa local, pero su carrera internacional se detuvo por un año durante 1897 y 1898; cuando Gales fue excluido de participar debido a la profesionalidad de Arthur Gould.
Fue capitán del equipo ganador de la Triple Corona en el Torneo de las Cuatro Naciones 1902. Además de enfrentar a Irlanda y a las otras dos naciones británicas, pudo jugar contra los All Blacks siendo capitán en 1905 y ante los Springboks en 1906.
La prueba contra los neozelandeses, que se encontraban en su famosa gira, es considerada una de las más transcendentales en la historia y se la denominó «La Prueba del Siglo».

### Leones británicos
En 1899 el técnico inglés Matthew Mullineux lo seleccionó, siendo el único jugador galés, para integrar a los Leones Británicos e Irlandeses y participar de la gira por Australia.
Nicholls jugó las cuatro pruebas frente a los Wallabies, como titular y anotó dos tries. Su desempeño es considerado de los mejores en toda la historia de los Lions.

## Palmarés

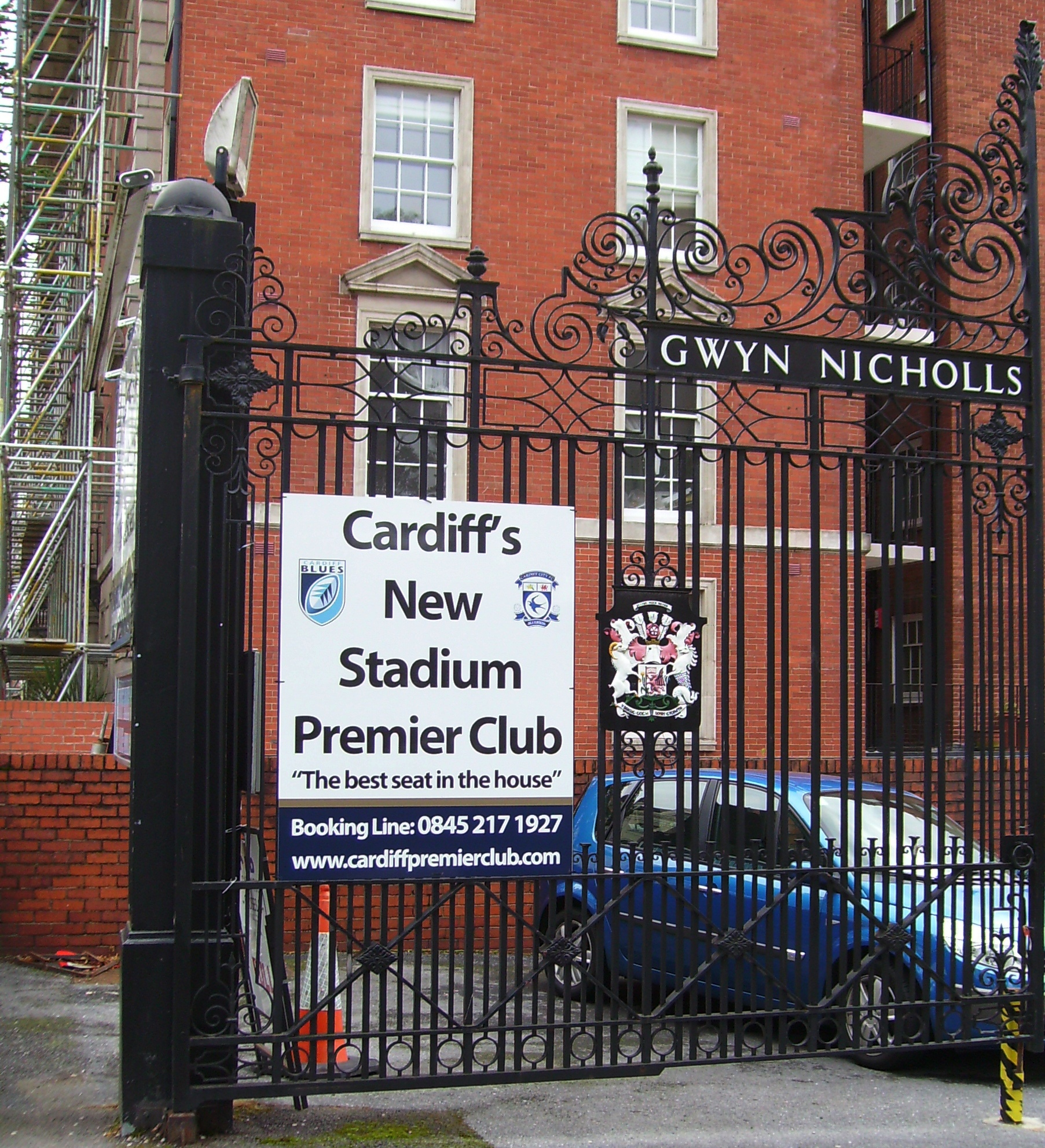
Puertas Memoriales a Nicholls, estadio Cardiff Arms Park.

- Campeón del Torneo de las Seis Naciones de 1900, 1902 y 1905.
- Campeón del Campeonato de Gales no oficial de 1905–06.

En 2005 fue investido al antiguo Salón de la Fama del Rugby. La iniciativa provino de la Unión Galesa de Rugby, ente del que Nicholls fue dirigente.